# Ruch Sił Zbrojnych

Logotyp Movimento das Forças Armadas

Ruch Sił Zbrojnych (Movimento das Forças Armadas (MFA)), Ruch Kapitanów – konspiracyjna organizacja w wojsku portugalskim w latach siedemdziesiątych XX wieku, skupiająca głównie młodszych oficerów, niezadowolonych z warunków służby wojskowej i ciągłego prowadzenia wojen w koloniach.
Członkowie MFA różnili się pomiędzy sobą w poglądach politycznych i społecznych: liberalno-demokratycznych, socjalistycznych, komunistycznych i ultralewicowych, ale wspólne było u nich przekonanie o konieczności demokratyzacji Portugalii i przeprowadzenia dekolonizacji.
Członkowie MFA dokonali 25 kwietnia 1974 przewrotu wojskowego, znanego jako rewolucja goździków, w wyniku którego upadła dyktatura Marcelo Caetano, kontynuatora twórcy Nowego Państwa Alfredo Salazara. Władzę od MFA przejął wojskowy Komitet Ocalenia Narodowego, zaś sama organizacja nadzorowała organy państwa.
Od lipca 1974 MFA był najważniejszą siłą w rządzie, a przewagę w nim miały grupy lewicowe, w tym komunistyczne, których przedstawicielem był premier pułkownik Vasco Gonçalves. W marcu 1975 utworzona została i postawiona na czele państwa Rada Rewolucji. Tymczasem w samym MFA występowały coraz większe tarcia między socjalistami (Ernesto Augusto de Melo Antunes), ultralewicą (Otelo Saraiva de Carvalho) i komunistami. Ultralewica podjęła nieudaną próbę kolejnego zamachu 25 listopada 1975 roku. Od tego czasu prądy umiarkowane zyskały przewagę w MFA.
W latach 1976–1982 Rada Rewolucji stanowiła ciało doradcze prezydenta oraz nastąpił rozpad MFA, który tymczasem tracił znaczenie na rzecz sił cywilnych.